# Leggenda del tradimento

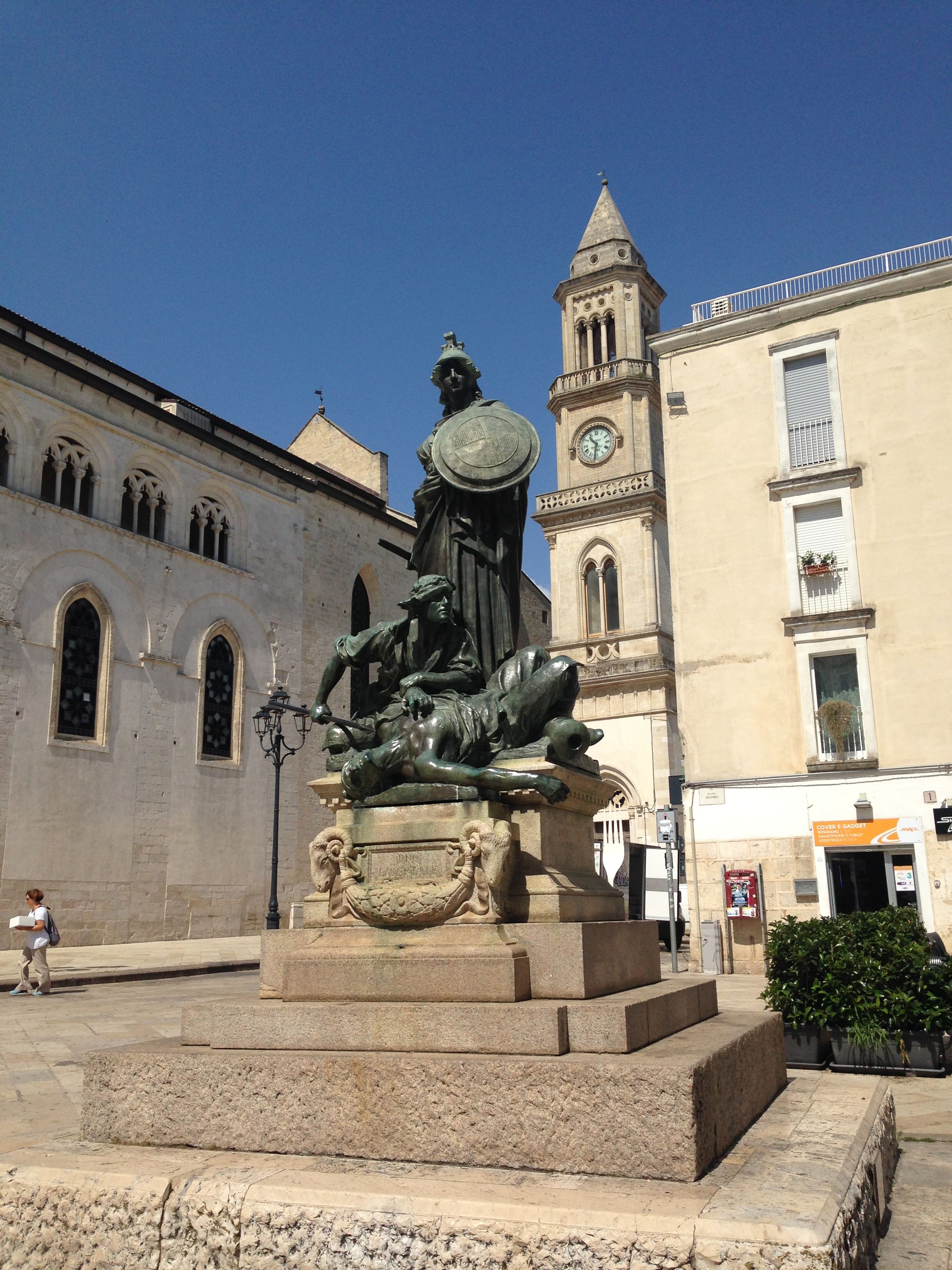
Il monumento ai martiri della Rivoluzione altamurana (1799), situato in piazza Duomo (Altamura)

La leggenda del tradimento è una leggenda relativa agli eventi della Rivoluzione altamurana (1799). Vincenzo Vicenti (1896-1981) è stato il primo storico ad aver analizzato in modo rigoroso l'aneddoto, arrivando a disconoscerne la veridicità; il suo studio era contenuto in un manoscritto inedito dal titolo La leggenda del tradimento, pubblicato solo nel 2019 dalla figlia Arcangela Vicenti su impulso della scrittrice Bianca Tragni. Lo scopo dello storico, più volte ribadito nel suo manoscritto, era quello di dimostrare che "Altamura non ebbe traditori".
Lo storico Vincenzo Vicenti rintraccia anche l'anno in cui tale leggenda sarebbe nata - il 1901 - e la considera strettamente correlata a una notizia raccolta a voce dallo storico Ottavio Serena e contenuta nel suo libro Altamura nel 1799. Documenti e cronache inedite (1899), pubblicato in occasione del centenario della Rivoluzione altamurana.
Il racconto leggendario ha avuto una vasta eco, in modo particolare a partire dalla pubblicazione di Serena del 1899, tanto che nel 1901 un claustro nel centro storico di Altamura fino ad allora noto come "claustro Cherubino Giorgio" fu ridenominato claustro del Tradimento, nome che ancora oggi porta. Ciò dimostrerebbe come, a partire da tale data, forte era la convinzione che il tradimento ci fosse realmente stato.

## L'aneddoto
Secondo l'aneddoto, durante l'assedio della città di Altamura (1799) ad opera del cardinale Fabrizio Ruffo e dell'esercito della Santa Fede, un altamurano avrebbe aperto l'accesso di un'abitazione a ridosso del muro di cinta consentendo ai sanfedisti di penetrare in città. L'aneddoto, nelle sue varie versioni che si differenziano per alcuni particolari come il nome o l'età del "traditore" o per le modalità dell'entrata, viene minuziosamente confutato da Vicenti nel corso del suo lavoro di ricerca.

## Versioni dell'aneddoto e confutazione
La prima constatazione di Vicenti, frutto di una costante e diligente ricerca, è che nessuna delle fonti (sia di parte repubblicana che filoborbonica) che furono scritte pochi anni dopo i fatti del 1799 ad Altamura, parlò mai di tradimento.

### La versione di Ottavio Serena
La notizia riportata da Ottavio Serena (1899) è la testimonianza orale di una donna chiamata Maria Salvatore, la quale asseriva che il cardinale Fabrizio Ruffo, "assieme ai suoi schierani, non si sa se a tradimento o per sorpresa, aperta una porticina nella cantina di un proprietario che abitava nell'inclaustro Giorgo, penetrò in Città". Successivamente la donna avrebbe conosciuto il cardinale Ruffo mentre predicava al popolo in piazza, e invitò lo stesso a essere ospitato presso l'abitazione di Maria Salvatore, essendo anche suo fratello un canonico. Ruffo avrebbe fatto mettere a guardia dell'abitazione due calabresi di cui uno era un certo Vincenzo Plotino, che poi decise di rimanere ad Altamura.
La versione dell'aneddoto è stata confutata da Vicenti sulla base di alcuni elementi. Per prima cosa, Ottavio Serena antepone alla storia il "si dice", il che denota la scarsa attendibilità della fonte; inoltre la testimonianza e induce a ritenere la testimonianza di Maria Salvatore non sarebbe stata raccolta direttamente da Serena. Fu la nipote di Maria Salvatore a raccontare "la confidenza fattale dalla zia molti anni dopo".
Inoltre Domenico Sacchinelli, che seguì da vicino Fabrizio Ruffo, racconta che, dopo la presa di Altamura, il cardinale alloggiò nel "Convento di San Francesco" (oggi demolito e situato nell'area antistante all'attuale palazzo del Comune). Vicenti fa notare che Ruffo sicuramente avrebbe preferito un posto di religiosi, ritenuto più sicuro per una città ferventemente repubblicana che era appena stata soggiogata, e non l'abitazione di un cittadino altamurano.
La fonte nomina solo uno dei due calabresi, Vincenzo Plotino (realmente esistito) che fu l'unico calabrese che decise di restare ad Altamura, evitando di partire al seguito di Ruffo. Vicenti nota anche che se ci fosse stato un tradimento, magari ad opera dello stesso Plotino, avrebbe sicuramente subito la vendetta dei concittadini rimanendo ad Altamura. Da accurate ricerche fatte da Vicenti all'ufficio anagrafe, non risulta il nome della Maria Loreto Salvatore, il che contribuisce a far pensare a un'invenzione.
Questa versione, inoltre, essendo stata riportata per iscritto dal Serena, avrebbe secondo Vicenti cagionato la nascita della leggenda del tradimento, che lo stesso fa risalire al 1901, e cioè a due soli anni dalla pubblicazione dell'opera di Serena che conteneva l'aneddoto anzidetto. La forma scritta, inoltre, avrebbe fatto in modo che la diceria si diffondesse anche tra i letterati della città.

### La versione di Giovanni Labriola
Giovanni Labriola - uno scrittore altamurano di fine Ottocento - romanzando lo scritto di Giovanni La Cecilia e aggiungendo altri dettagli - riporta una versione secondo cui il brigante Fra Diavolo, al seguito di Ruffo e dei sanfedisti, riuscì a entrare di notte (pur non specificando come) nella città di Altamura. Sceso a patti con un'altamurana chiamata Agata Tragni, Fra Diavolo riuscì a entrare nella città, entrò nell'abitazione di Agata Tragni, legandola e imbavagliandola assieme al marito. Successivamente, assieme a Mammone, Rivelli e altri, alle tre di mattina circa diede fuoco a Porta Matera consentendo così l'entrata dei sanfedisti.
La versione di Giovanni Labriola rappresenta sicuramente la più antica rappresentazione di un tradimento legato ai fatti di Altamura nel 1799. La confutazione di Vicenti si basa sull'assunto che né Fra Diavolo né Gaetano Mammone si trovavano al seguito di Ruffo, e cita anche una lettera in cui re Ferdinando IV di Borbone chiedeva a Ruffo di non disprezzare Fra Diavolo per via delle sue malefatte ma di "servirsene". Ciò proverebbe che tra Ruffo e Fra Diavolo non poteva certo esserci simpatia, né mai Ruffo l'avrebbe scelto come componente oppure come reggente del suo esercito. A capo del suo "esercito" ci furono sempre calabresi in cui Ruffo riponeva la massima fiducia e nessuno degli altri cronisti del 1799 cita mai Fra Diavolo, Gaetano Mammone o Gennaro Rivelli in relazione ai fatti di Altamura. Domenico Sacchinelli (1836) scrive che Fra Diavolo, Mammone, Panzanera, Panedigrano e altri noti banditi non furono mai al seguito di Ruffo, ma si trovavano in Terra di Lavoro. Solo nel giugno 1799, per la conquista di Napoli, si unirono ai sanfedisti di Ruffo. Labriola probabilmente non si servì di testimonianze personali dirette, anche se consultò le cronache di altri cronisti come Vincenzo Durante arricchendole di eventi e particolari inverosimili.
Si noti come la storia in questione sia narrata solo dal Labriola; infatti Giovanni La Cecilia, nelle sue Storie segrete (1860), non riporta di nessuna entrata furtiva dei sanfedisti in città né tantomeno di Agata Tragni. Vincenzo Vicenti afferma falsamente che l'aneddoto è riportato da Giovanni La Cecilia; lo storico, infatti, non conosceva l'opera di Giovanni La Cecilia, e credette che quanto riportato da Giovanni Labriola provenisse da La Cecilia. Secondo quanto riportato dallo stesso Labriola, la narrazione del tradimento deriverebbe dalla trascrizione dei racconti di suo nonno materno Diego Giorgio e di Luca Giannuzzi, i quali presero parte allo scontro del 1799.

### La versione del pastore
Un'altra leggenda, raccolta dallo storico Vincenti in persona e che lo stesso riporta a solo titolo di cronaca gli fu raccontata a voce da una persona che credeva "con certezza" al tradimento. La leggenda ha come protagonista un pastore altamurano (il cui nome non viene specificato) il quale, rientrando in Altamura per una razione di pane, fu catturato dai calabresi. Il pastore allora si offrì di aiutarli a entrare pur di aver salva la vita. Utilizzando una scala a pioli di quelle che si usavano per i ricettacoli della paglia al primo piano delle abitazioni, li fece entrare attraverso una finestra situata a ridosso del muro di cinta. Successivamente avrebbero aperto senza incontrare ostacoli porta Matera, consentendo ai restanti invasori di penetrare.
Questa narrazione è anch'essa inverosimile e totalmente slegata dalla realtà. Ancor più che negli altri due casi, la forma orale del racconto è stata raccolta a una tale distanza di tempo dagli eventi da non avere nessun fondamento storico. Anche questa storia viene confutata da Vicenti, citando invece le testimonianze dei testimoni diretti dei fatti (in primis, Domenico Sacchinelli) che raccontano una storia completamente diversa e mai fecero menzione di tradimento, porticine, scale o finestrelle usate per entrare nell'"ostinata roccaforte della Repubblica Napoletana".

## L'intitolazione del claustro

Celebrazioni per il primo centenario (1899) della Rivoluzione altamurana (con Giovanni Bovio) e inaugurazione del monumento

Lo storico Vincenzo Vicenti fa risalire la nascita della leggenda o, perlomeno, la sua diffusione capillare, all'anno 1901 e la mette in stretta correlazione con la testimonianza orale relativa a Maria Salvatore, raccolta da Ottavio Serena e pubblicata dallo stesso in occasione del centenario (1899) della Rivoluzione altamurana; in tale occasione fu inaugurato il monumento ai martiri che ancora oggi troneggia in piazza Duomo. La forma scritta avrebbe contribuito a diffondere quella che era una semplice diceria poolare anche tra i ceti più istruiti della popolazione altamurana. Al punto che, in occasione del censimento e dello "sventramento odonomastico" del 1901, quello che allora si chiamava "claustro Cherubino Giorgio" fu ridenominato claustro del Tradimento, nome che ancora oggi il claustro porta. Pasquale Griffi, maestro di Vicenti, riporta nella sua opera Altamura e i suoi figli (1901) un riferimento al tradimento pur garantendosi con un "si dice", mentre Vicenti afferma di aver insegnato lui stesso la leggenda ai suoi studenti come un fatto realmente accaduto, prima che consultasse le fonti (ben più attendibili) scritte immediatamente dopo i fatti del 1799 e facesse così luce sull'aspetto puramente leggendario dell'aneddoto.

## La pubblicazione dell'opera
Il manoscritto di Vincenzo Vicenti, dal titolo La leggenda del tradimento è stato pubblicato per la prima volta a dicembre del 2019 grazie a sua figlia Arcangela Vicenti su impulso della scrittrice Bianca Tragni. Per impreziosire l'opera, il libro è stato stampato con una macchina "Albert automatica" risalente agli anni '50 del Novecento, conservata all'interno del Museo d'arte tipografica Portoghese e messa in funzione dallo staff (poi andato in pensione) che lavorava nell'Antica Tipografia Portoghese. Oggi la tipografia è stata convertita nell'omonimo museo. Il volume è arricchito anche da illustrazioni di Ninì Marvulli, realizzate con stampa quadricroma da una tipografia moderna.